# جامعة القرآن الكريم والعلوم الإسلامية
جامعة القرآن الكريم والعلوم الإسلامية هي جامعة حكومية سودانية, أسست بموجب مرسوم بتاريخ 21 ذو القعدة 1410 هـ الموافق 14 يونيو 1990 في مدينة أم درمان. تضم أكثر من 20 كلية في المدينة وعدة مناطق أخرى  مثل كلية القرأن الكريم، كلية الشريعة، اللغة العربية، الاقتصاد والعلوم الإدارية، العلوم الاجتماعية، التربية. الجامعة عضو في اتحاد الجامعات العربية، اتحاد الجامعات الإفريقية, رابطة الجامعات الإسلامية وغيرها من المنظمات.

## الكليات
- كلية القرآن الكريم
- كلية الشريعة
- كلية اللغة العربية
- كلية الدعوة والإعلام
- كلية الاقتصاد والعلوم الاجتماعية
- كلية العلوم الإدارية
- كلية التربية
- مدرسة الألسن
- كلية الدراسات العليا
- كلية المجتمع
- كلية علوم الحاسوب وتقانة المعلومات